# محوطه کرفه
محوطه کرفه مربوط به سده‌های میانه دوران‌های تاریخی پس از اسلام است و در شهرستان پل‌دختر، بخش مرکزی، دهستان ملاوی، ۲/۵ کیلومتری غرب روستای پران پرویز واقع شده و این اثر در تاریخ ۲۸ اسفند ۱۳۸۵ با شمارهٔ ثبت ۱۸۴۳۶ به‌عنوان یکی از آثار ملی ایران به ثبت رسیده است.